# Celia Adler
Celia Feinman Adler (New York, 6 dicembre 1889 – 31 gennaio 1979) è stata un'attrice statunitense.
Era figlia di Jacob Pavlovich Adler e sorellastra di Stella Adler e Luther Adler. Era soprannominata The First Lady of the Yiddish Theatre ("la primadonna del Teatro Yiddish").

## Filmografia parziale
- Where Is My Child?, regia di Abraham Leff e Henry Lynn (1937)
- La città nuda (The Naked City), regia di Jules Dassin (1948) - non accreditata